# ملیسا ریس
ملیسا ریس (انگلیسی: Melissa Reese؛ زادهٔ ۱ مارس ۱۹۹۰ ‏(۳۵ سال) موسیقی‌دان، خواننده، و مدل (شخص) اهل ایالات متحده آمریکا است. وی از سال ۲۰۰۶ میلادی تاکنون مشغول فعالیت بوده‌است.